# Francisco J. Santamaría 1.ª Sección
Francisco J. Santamaría 1.ª Sección es una localidad del municipio de Huimanguillo ubicado en la subregión de la Chontalpa del estado mexicano de Tabasco.

## Geografía
La localidad de Francisco J. Santamaría 1.ª Sección se sitúa en las coordenadas geográficas 17°36′06″N 93°31′21″O / 17.601667, -93.522500, a una elevación de 51 metros sobre el nivel del mar.

## Demografía
Según el Conteo de Población y Vivienda 2020, efectuado por el Instituto Nacional de Estadística y Geografía, la localidad de Francisco J. Santamaría 1.ª Sección tiene 885 habitantes, de los cuales 434 son del sexo masculino y 451 del sexo femenino. Su tasa de fecundidad es de 2.63 hijos por mujer y tiene 235 viviendas particulares habitadas.
| Gráfica de evolución demográfica de Francisco J. Santamaría 1.ª Sección entre 1970 y 2020 |
|                                                                                           |
| INEGI.                                                                                    |